# Церковь Святого Николая (Каменец-Подольский)
Це́рковь Свято́го Никола́я — армянская церковь XV века, располагавшаяся в городе Каменце-Подольском, Украина. Основана на средства купца Синан Хутлубей. Строительство закончено на деньги Кырым-бея и Хачика. Первоначально находилась в юрисдикции Армянской апостольской церкви (ААЦ), позже являлась армяно-католической церковью. В храме с 1767-го по 1920-й годы находилась почитаемая католиками, православными и последователями армянской церкви легендарная икона Армянской Богородицы, в связи с чем, церковь нередко называлась церковью Святой Богоматери.

## История
Доподлинно точное время образования армянской колонии в городе Каменец-Подольский неизвестно. По разным данным, армяне поселились здесь в XI—XIII веках
. В XVII веке в городе уже насчитывалось 1200 армянских семей. Составляя значительную часть населения Каменец-Подольского и занимая большую часть города, армяне были вовлечены в его культурную, экономическую и военную жизнь. Они селились в основном в юго-восточной части города; до сих пор в городе имеется квартал, известный среди местных жителей под названием «Армянский». Здесь располагался центр торговой деятельности — Армянский рынок, а также не сохранившийся до наших дней армянский магистрат (ратуша) и главные армянские храмы города.

## История церкви

### Основание
Церковь Святого Николая (XIII—XIV век), являющаяся самой старой армянской церковью города, в виду своих небольших размеров, не могла удовлетворить потребностям растущей армянской общины. Армяне города нуждались в новом храме. В XV веке в центре армянского квартала на небольшой возвышенности близ перекрёстка двух населённых армянами улиц, была построена новая армянская церковь, также названная именем святого Николая. В церковной хронике была произведена запись о меценатах церкви, в которой говорилось: «Синан начал… строить этот святой храм во имя святого патриарха святого Николая чудотворца». После чего, Кырым бей «построил купол и поставил позолоченный крест на главу святой церкви», а Хачик расширил церковь.
За время своего существования, церковь Святого Николая неоднократно благоустраивалась и реконструировалась, чему значительно способствовал архиепископ Григор Варагеци. В 1577 году судья Михно на средства ходжи Андреаса из Кафы «построил храм… вместе с внешней галереей и домом священника». В 1601 году усилиями армянских судей Каменца был расширен притвор церкви. Спустя год, в 1602 году, храм был обнесен каменной оградой.

### Пожар и восстановление
В 1602 году в Каменеце случился страшный пожар, поглотивший почти весь город, в результате которого церковь святого Николая также пострадала. Однако, благодаря пожертвованиям армян, вскоре она была восстановлена. Армяне Каменеца много жертвовали церкви. Имена людей, сделавших пожертвования, высекали на мраморных плитах, которые прикреплялись к стенам церкви. В памятной записи церкви перечисляются имена многих армян, подаривших церкви золотые и серебряные изделия: хоругви, лампады, кадила, кресты; а также иконы, одежду, украшенную золотом и драгоценными камнями, недвижимое имущество. Протоиерей Хачатур подарил церкви 11 рукописных книг, большинство из которых были переплетены пергаментом. Армянка пани Гатруша 8 февраля 1603 года подарила 125 флоринов на приобретение колоколов для Каменца. В другой памятной записи говорится, что в том же году, усилиями Михно была восстановлена крыша церкви Святого Николая, сгоревшая во время пожара.

### Дальнейшая судьба
В 1666 году в результате политики, проводимой польским правительством, церковь переходит из лона армянской апостольской церкви в лоно армяно-католической, став униатской.
В 1672 году город был захвачен турками. В период турецкого господства, длившегося вплоть до 1699 года, церковь сильно пострадала. Восстановление церкви армянскими жителями города началось 28 июня 1756 года, а закончилось 1 июля 1767 года. В 1787 году на сумму, собранную у каменецких армян и армянского населения других городов, храм был расширен. 27 июня 1791 года Львовский армянский архиепископ Яков Туманович освятил восстановленную церковь как армяно-католическую. Долгое время в церкви Святого Николая хранились документы, имеющие важное значение для армянской общины города. Здесь находились печать общины, знамя, грамоты, полученные от польских королей, а также множество рукописных книг, которые в 1891 году были изъяты и перевезены в Петербург.
При Советской власти, в середине 1930-х годов, церковь Святого Николая была разрушена. Частичные научные изыскания на руинах Армянской церкви проводились в 1972 году под руководством Евгении Пламеницкой, и в 1973 году при участии армянского учёного Г. Григоряна.

### Реликвии
Самой большой святыней церкви была икона Богоматери Армянской, привезённая, по некоторым данным, из столицы армянского царства — города Ани. В церкви Святого Николая она обреталась с 1767-го по 1920-е годы. Согласно одному из преданий, во время турецкого набега на Каменец-Подольский, икона была похищена и вывезена в Македонию, где в турецкой семье служила доской, на которой месили тесто. Каменецкие купцы-армяне, бывшие в Македонии по торговым делам, выкупили её и возвратили в родной храм. По всей вероятности, в основе этого предания лежат реальные события, имевшие место в те времена. Икона почиталась представителями всех христианских конфессий Каменца-Подольского. С 1920-х годов икона Богоматери Армянской считалась утерянной. Начиная с 2001 года, после проведенных исследований, ряд специалистов стал отождествлять её с иконой Богоматери Одигитрии, находящейся в Национальном музее искусств имени Богдана и Варвары Ханенко.

## Колокольня Св. Степаноса
До наших дней сохранилась колокольня Святого Степаноса (XV—XVI вв.), названная именем святого Степаноса в память об одноимённой церкви, существовавшей в Каменце. О сооружении колокольни в памятной записи церкви говорилось: 
Собрались единодушные господа судьи и решили построить одну каменную колокольню для этого храма. И собрался вместе весь народ — большие и малые и начали строить, надеясь на божью помощь, [помогая] кто деньгами, кто самолично, кто лошадьми, кто волами, кто собственной силой и свершили…
Из этой записи известно, что епископ Хачатур подарил «один большой и великолепный колокол…», другой же колокол подарил Григор, продолживший строительство колокольни. Точное время строительства колокольни не установлено. Постройка, вероятно, завершена до 1565 года, поскольку построивший её Григор, сын богатого каменецкого армянина Затика, умер в этом году.

## Архитектура

### Архитектура церкви
Сведений об архитекторе сооружения не сохранилось. М. Вашикян (1777—1851) отмечал, что церковь была построена мастерами Киремом и Хачиком.
Ряд авторов видит в архитектуре храма формы византийского влияния; отмечаются также армянские формы, смешанные с европейскими. Церковь представляла собой большое и роскошное здание, окружённое сводчатой галереей, с высокой колокольней. Армянский историк и путешественник Минас Бжишкян (1777—1851), посетивший город, в своей работе описывал её следующим образом: 
Церковь святого Николая — одно из выдающихся зданий города, и является знаменитым местом паломничества христиан из-за чудодейственной иконы Богоматери. Эта церковь каменная, украшенная колоннами, обширная, высокая и красивая, имеет шесть ризниц, в главной большой и великолепной ризнице есть икона святого Николая, в той же ризнице находится чудодейственная икона Богоматери, заключенная в медную рамку, которую открывают каждый субботний день.
Над зданием возвышался высокий восьмигранный купол. Главный алтарь церкви находился в её восточной части. Западная же входная часть храма была украшена фронтоном в греко-римском стиле. Здание церкви с трёх сторон было окружено крытой галереей, где собирались представители армянского общества Каменца.

### Архитектура колокольни
Колокольня Святого Степаноса стояла отдельно от церкви Святого Николая. Одновременно с церковным предназначением, колокольня была призвана занять важное место в оборонительной системе города — строилась она как настоящая боевая башня.
Колокольня представляет собой высокое каменное сооружение с остроконечной пирамидальной крышей, на четырёх углах которой расположены маленькие башни. В каждой из башен прорезано по две бойницы.

## Современное состояние
Развалины храма дошли до наших дней. Хорошо сохранился западный портал церкви с тремя проёмами, которые завершаются арками, опирающимися на круглые колонны с романскими капителями. На внутренней стороне собора между проёмами имеются маленькие консоли с расходящимися пучками нефов, некогда подпиравших готические своды постройки. Уцелела также лестничная клетка, ныне похожая на своеобразную смотровую площадку. Раньше она вела на хоры церкви. Сохранились часть ограды и сводчатые ворота, ведущие к центральному входу. В 1965 году во время земляных работ, была найдена мраморная надгробная плита с надписью. Плита в своё время находилась на южной стене церкви. Из надписи известно, что в 1717 году под этой плитой был похоронен тридцатилетний «крупный торговец», «благородный» Ованнес Барагамян, приехавший в эти края из села Канакер, расположенного в Армении.
В 2005 году земля с развалинами храма Святого Николая и колокольней Святого Степаноса была передана армянской общине города Каменец-Подольский, а городской голова Александр Мазурчак в присутствии посла Армении на Украине Армена Хачатряна, обещал восстановить армянский храм. На развалинах церкви освятили крестный камень — хачкар. Однако обещание не было выполнено, более того, в 2009 году храм вместе с колокольней был передан Украинской православной церкви Киевского патриархата. В 2014 году Украинская православная церковь, после реставрации, официально передала армянам Украины руины храма Св. Николая и колокольню Св. Степаноса.

## Галерея
- Собор на плане Томашевича (1672 г.)
- Колокольня Св. Степаноса (совр. состояние)
- Собор Св. Николая (почтовая открытка)
- Развалины собора
- Хачкар на территории собора
- Ограда собора